# Aeropuerto de Whakatane
El Aeropuerto de Whakatane (IATA: WHK, ICAO: NZWK) es un aeropuerto que sirve a la ciudad de Whakatane,en Nueva Zelanda.
Air Chathams ofrece vuelos diarios a Auckland. Sunair también ofrece vuelos a Hamilton y Gisborne.
El aeropuerto alberga una escuela de vuelo, y operaciones agrícolas y de helicópteros comerciales.

## Aerolíneas y destinos
| Aerolíneas   | Destinos |
| ------------ | -------- |
| Air Chathams | Auckland |